# Dispersant

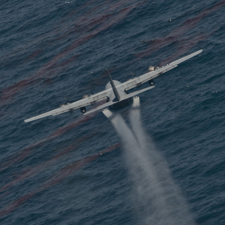
Dispersant répandu par avion sur une nappe de pétrole.

Un dispersant (ou agent dispersant) est soit un polymère non tensioactif, soit une substance tensioactive ajoutée à une suspension, généralement un colloïde, pour améliorer la diffusion sur une surface ou dans un liquide, ou pour séparer des particules, parfois pour empêcher l'agglutination ou de dépôt de particules dans un fluide (on distingue parfois les dispersants des antiredéposant, mais dans certains cas ce sont les mêmes produits).
Les dispersants associent souvent plusieurs tensioactifs.
Dans la fabrication du béton, certains plastifiants ou superplastifiants sont aussi des dispersants.

## Applications

### Textiles
Dans l'industrie textile, un dispersant est un adjuvant qui a la propriété de maintenir en suspension des particules se trouvant dans un bain. Ce bain est un bain de lavage (dispersion des impuretés) ou un bain de teinture (maintien en dispersion des colorants dans un bain).

### Automobile, motorisations
Les huiles moteur contiennent à la fois des détergents et des dispersants. Les détergents à base métallique empêchent l’accumulation de dépôts encalaminants sur les parois des cylindres et neutralisent les acides. Les dispersants maintiennent les contaminants en suspension.

Ajoutés à essence ils empêchent l'accumulation de certains résidus qui pourraient par exemple aussi boucher des injecteurs en s'agglomérant.

### Nanotechnologies
Les nanoparticules tendent souvent à spontanément s'agglomérer, perdant alors une partie de leurs propriétés, ce pourquoi les dispersants sont très utilisés dans le secteur des nanoproduits et nanotechnologies.

### Dispersants biocides
Ils sont utilisés pour prévenir la formation de biofilms ou de foulings, dans certains processus industriels notamment.
Disperser les bactéries d'un gel ou d'un biofilm permet de fortement augmenter, voire de permettre l'efficacité de la plupart des biocides.

### Industrie du béton
Des dispersants de type plastifiant et superplastifiant sont utilisés dans le mélange béton (sable, pierre, ciment et eau) pour réduire l'utilisation d'eau et rendre le béton plus homogène, puis plus résistant et plus imperméable à la pénétration de l'eau après la prise.

### Détergents
Tous les détergents sont aussi des dispersants, dont le bain liquide est l'eau, même s'ils sont aussi utilisés comme émulsifiants dans certaines applications. Les détergents des lessives captent la saleté dans des miscelles, qui se dispersent naturellement.

### Panneau de plâtre
Un dispersant de type plastifiant est ajouté à la suspension de plâtre panneau mural afin de réduire la quantité d'eau utilisée. Une moindre consommation d'eau réduit aussi la quantité d'énergie nécessaire au séchage du plâtre

### Forages pétroliers
Les dispersants injectés dans un forage pétrolier aident à liquéfier les hydrocarbures pâteux en les transformant en fines particules ou gouttelettes dans un autre milieu.
Ce terme est souvent appliqué de manière incorrecte à l'argile utilisée comme défloculant. Les dispersants d'argile empêchent la formation de globules "fish-eye". Pour la dispersion (émulsification) de huile dans eau (ou d'eau dans les huiles), on peut utiliser des tensioactifs en fonction du nombre BHL (balance hydrophile-lipophile, ou HLB pour Hydrophilic-Lipophilic Balance).
Pour les fluides de forage mousseux des détergents et des savons synthétiques sont utilisés, ainsi que des polymères, pour disperser les bulles de mousse dans l'air ou dans les gaz.

### Marées noires

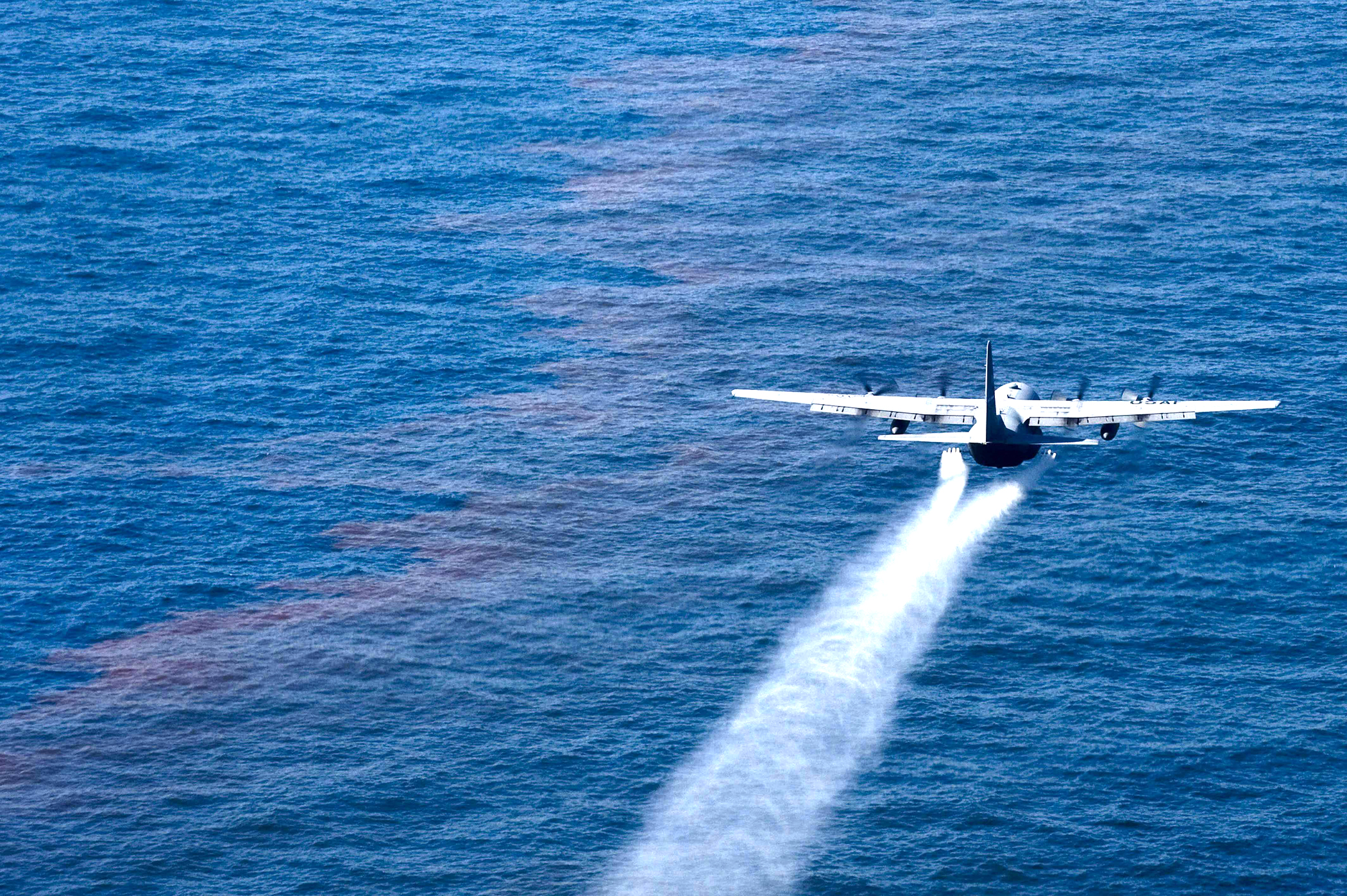
Un Lockheed C-130 Hercules diffuse des dispersants chimiques dans le golfe du Mexique.

Des dispersants sont utilisés pour dissiper les marées noires et tenter  d'empêcher le pétrole de stagner longtemps en surface ou d'atteindre les côtes où il affecte plus encore les travailleurs, les animaux (tortues, oiseaux, mammifères marins, et les plages et marais littoraux. Il vise aussi à aider au nettoyage des plages et rochers littoraux ; Ils nécessitent de bonnes conditions  ; un dispersant a par exemple été utilisé pour contribuer à nettoyer le déversement de pétrole d'Exxon Valdez, mais son utilisation a été stoppée car l'action des vagues ne permettait pas de mélanger le dispersant avec le pétrole dans le réservoir.
Ils peuvent rapidement disperser de grandes quantités de pétrole formant des nappes en surface de la mer, en les transférant dans la colonne d'eau, et dans les embruns marins et l'air si la mer est agitée. La nappe de pétrole se transforme en micelles solubles dans l’eau et supposées se disperser dans la colonne d'eau
Ils peuvent aussi retarder la formation d'émulsions persistantes de pétrole ou d'autres hydrocarbures (biocarburants…) dans l'eau. On cherche à faire de meilleure simulations de leur devenir et activité dans l'environnement marin.

#### Toxicité des dispersants de marées noires
Les dispersants utilisés comme adjuvants dans les formulations de pesticides les rendent beaucoup plus bioassimilables et toxique et/ou écotoxiques. Il en va de même pour le pétrole au-delà de certaines doses.
Selon un rapport (« de consensus ») de l'Académie des sciences américaine (avril 2019) les agents dispersants peuvent nuire à la santé ; c'est ce que concluent deux études épidémiologiques ayant porté sur les garde-côtes américains et sur les personnes intervenant en cas de fuite en eaux profondes. Ceux qui ont été exposés déclarent plus de troubles respiratoires (toux, et respiration sifflante notamment) et des irritations cutanées. Mais différencier les effets des dispersants de ceux des émanations toxiques du pétrole reste délicat. Après la marée noire de Deepwater Horizon, des symptômes ont aussi été constatés cinq mois plus tard chez les habitants des littoraux exposés :
- graves infections des voies respiratoires et des sinus, insuffisance respiratoire ;
- vomissements marron, les urines colorées marron aussi, diarrhées ;
- éruptions cutanées, maux de gorge ;
- fièvre, douleurs au buste et abdomen ;
- toux de mousse blanche avec points marron ;
- hypertension et arythmie ;
- ulcères, hémorragies internes.

#### Écotoxicologie
Depuis les années 1980, cette question devient cruciale, dont avec l'accident de Deepwater Horizon et parce que les forages marins sont de plus en plus profonds et à risques.
On a montré que le pétrole et/ou ses dispersants affectaient les algues marines, et que (en laboratoire) ils augmentent jusqu'à 100 fois les concentrations d'hydrocarbures toxiques dans le poisson et  ils peuvent tuer leurs œufs ou causent des malformations congénitales aux embryons (de Menidia beryllina par exemple).
Le dispersant Corexit 9500 (qui est lui-même un dérivé pétrolier) a été utilisé sur plus de mille milles carrés (2 500 km2) de mer, dans le golfe du Mexique en 1979, pour transformer en gouttelettes le pétrole de la marée noire provoquée par l'incendie de la plateforme Ixtoc I. 
Pour plus de 518 millions de litres de pétrole perdu dans le golfe du Mexique en 2010 à la suite de l'explosion de Deepwater Horizon, les secours ont pulvérisé 7 millions de litres de ce dispersant chimique. Or, il contenait du propylène glycol (1 à 5 % du produit) et un sel (sulfonate) d'acide organique (sel d'acide sulfonique à raison de 10 à 30 % du total) ; il peut provoquer des irritations oculaires ou de la peau (et respiratoires en cas d'exposition répétée et prolongée). Un contact cutané peut engendrer une dermatite et aggraver des dermatites existantes. Il peut aussi induire chez l'homme (et donc peut-on supposer chez les mammifères marins exposés) une « pneumonie chimique » si inhalé (après qu'il a été ingéré/régurgité). Le 2-butoxyéthanol qu'il contient est connu pour être en cause dans les problèmes de santé qu'ont subis les nettoyeurs de la marée noire de l'Exxon Valdez en 1989. Les Corexit EC9500A et EC9527A ne sont pas les moins toxiques ni les plus efficaces des dispersants existants, étant listé seulement douzième et sont interdits d'utilisation comme dispersant au Royaume-Uni. Lors de l'accident de Deepwater Horizon, BP a décidé d'utiliser le Corexit parce qu'il était immédiatement disponible, mais les organisations de protection de l'environnement ont critiqué un sacrifice de l'écosystème marin au détriment des côtes et d'une utilisation de ce dispersant par intérêt économique.
Selon une modélisation faite pour le Corexit 9500 par le producteur à partir d'un protocole et modèle simple fourni par l'EPA, en cas de dispersion du produit dans l'environnement, une dispersion inférieure à 5 % pour l'air, de 10 à 30 % pour l'eau, et de 50 à 70 % pour le sol ou les sédiments est attendue. Certains des composants peuvent être bioaccumulés dans la chaîne alimentaire. La LC50 (« Lethal Concentration 50 » ou « Dose létale 50 ») en 48 heures calculée par le fabricant est respectivement de 34 mg/L pour le copépode Acartia tonsa (en) et 20,7 mg/L pour la crevette Artemia salina. Selon le §.11 de la fiche, aucune étude de toxicité (pour l'homme) n'a été faite pour ce produit.
Un rapport publié par un comité d'experts (avril 2019) dans la revue de la National Academy of Sciences américaine, conclu que ces produits présentent une toxicité avérée, mais qu'en dispersant les marées noires ils ne semblent pas aggraver le problème ; ce panel d'expert a toutefois averti qu'« il reste des questions en suspens sur les effets sur la santé des personnes et sur l'efficacité des agents dispersants dans certaines situations ». Le mélange de pétrole et de dispersant est écotoxique notamment pour les coraux des grands fonds, mais aussi pour les bactéries "mangeuses de pétrole"; En laboratoire, Kleindienst et al. ont montré que le dispersant qui a servi en 2010 fait disparaitre les principaux groupes de bactéries connus pour biodégrader le pétrole, au profit d'autres bactéries qui elles dégradent les dispersants, ce qui expliquerait pourquoi in situ, la biodégradation du pétrole et du gaz a été plus faible qu'attendue.
En outre l'écotoxicité des dispersants varie selon la dose : en 2019 l'académie américaine a conclu que d'après les données disponibles, la combinaison "dispersant + pétrole" est plus toxique pour les créatures marines que le pétrole seul, quand les taux dépassent 100 parties par million (ce qui est plus que ce qui a été mesuré dans les panaches de pollution après la catastrophe de Deepwater Horizon (hormis à proximité du puits, rappelle l'ichtyologue Steve Murawski).
Dans le cas de Deepwater Horizon, pour la première fois, l'opérateur (BP) a choisi d'injecter une partie du dispersant à grande profondeur, directement dans le geyser de pétrole surgissant de la tête de puits cassée au niveau du fond marin. Les effets des dispersants sur l'écosystème marin et en particulier sur les organismes des grands fonds sont encore mal connus, et donc discutés. 
Deux enjeux sont de savoir si leur utilisation en profondeur est efficace, et si elle diminue ou pas la toxicité générale d'une marée noire pour le milieu naturel. La réponse à cette question varie probablement selon le type de dispersant, ses conditions d'utilisation et le type de milieu, et en 2019 il n'y a pas encore de consensus à ce sujet; Les pétroles des grands fonds sont plus acides, plus chauds et plus chargés en métaux toxiques, plus ou moins fluides et éventuellement sous très haute-pression ce qui peut influer sur la taille des gouttelettes du pétrole giclant d'une brèche profonde. Les microgouttes de moins de 70 microns ne seraient pas assez grosses pour remonter et flotter à la surface (même en l’absence de dispersant), formant plutôt l'équivalent d'un brouillard de pétrole sous-marin. Quand elles sont plus grosses un dispersant pourrait aider à les dissocier.
Dans les années 2010, quelques études ont porté sur les marées noires naissant en profondeur, donnant des résultats contradictoires quant aux dynamiques de formation et d'évolution des gouttelettes, et il est éthiquement inconcevable de faire des essais grandeur nature. Une piste est de créer un laboratoire pouvant simuler les températures et pressions, ainsi que les débits de pétrole lors d'une fuite profonde.

### Industrie de la transformation
Dans les industries de transformation, des agents dispersants ou des plastifiants sont couramment ajoutés aux liquides de traitement, par exemple pour empêcher les encrassements indésirables en les maintenant dispersés. Ils fonctionnent dans les milieux aqueux et non aqueux.

### Revêtement de surface
Dans certains processus industriels de traitement de surface, des dispersants permettent de produire des coatings plus fins et réguliers.

### Guides, normes
- AEA Technology (1994), International calibration of laboratory dispersant test methods against sea trials. Oxfordshire, UK: AEA Technology.
- AEA Technology (1995), International calibration of laboratory dispersant test methods against sea trials. Field trial report. July 1995 sea trials. Oxfordshire, UK: AEA Technology.
- American Petroleum Institute (API), 2013, Industry Recommended Subsea Dispersant Monitoring Plan. Version 1.0. API TECHNICAL REPORT 1152.
- ASTM. 2013. ASTM Standard Number F2532 - 13: Standard Guide for Determining Net Environmental Benefit of Dispersant Use. ASTM International.
- ASTM. 2014, Standard Guide for Determining Net Environmental Benefit of Dispersant Use, Designation: F2532-13. ASTM International: Wet Conshohocken, PA.
- Bejarano, A. C. 2018, Critical Review and Analysis of Aquatic Toxicity Data on Oil Spill Dispersants, Environmental Toxicology and Chemistry, DOI 10.1002/etc.4254.